# Малая Сыга
Малая Сыга (устар. Сыга) — река в Глазовском районе Удмуртии, левый приток Сыги. Длина реки составляет 12 км.
Река берёт начало в 2 км юго-западнее деревни Азамай. Протекает сначала на северо-восток, затем на север; в нижнем течении снова поворачивает на северо-восток. Впадает в реку Сыга на территории города Глазова. Притоки — Дегляшур и Сырьяч. На реке создано несколько прудов. Высота устья — 142 м над уровнем моря.
Над рекой расположены деревни Азамай и Колевай, а также город Глазов. Через реку в черте города построено несколько автомобильных мостов и один железнодорожный. Воды реки используются промышленными предприятиями. В среднем течении по левому берегу находится глиняный карьер, добыча на котором приводит к загрязнению реки.

## Данные водного реестра
По данным государственного водного реестра России относится к Камскому бассейновому округу, водохозяйственный участок реки — Чепца от истока до устья, речной подбассейн реки Вятка. Речной бассейн реки — Кама.
Код водного объекта в государственном водном реестре — 10010300112111100033209.